# Symmachia hypochloris
Symmachia hypochloris is een vlindersoort uit de familie van de prachtvlinders (Riodinidae), onderfamilie Riodininae.
Symmachia hypochloris werd in 1868 beschreven door H. Bates.